# Dysodia borro
Dysodia borro är en fjärilsart som beskrevs av Dyar 1913. Dysodia borro ingår i släktet Dysodia och familjen Thyrididae. Inga underarter finns listade i Catalogue of Life.